# Bellamy Young
Bellamy Young (tên khai sinh: Amy Maria Young; sinh ngày 19 tháng 2 năm 1970) là một nữ diễn viên, ca sĩ người Mỹ.

## Danh sách phim

### Điện ảnh
| Năm  | Tên                       | Vai               | Ghi chú |
| ---- | ------------------------- | ----------------- | ------- |
| 1999 | Black and White           | Bellamy           |         |
| 1999 | Picture This              | Monique           |         |
| 2001 | Mission                   | Sandy             |         |
| 2002 | Swatters                  | Mary Dolan        |         |
| 2002 | We Were Soldiers          | Catherine Metsker |         |
| 2004 | Larceny                   | Kiki              |         |
| 2005 | Darcy's Off-White Wedding | Donatella         |         |
| 2006 | Eve of Understanding      | Cassie            |         |
| 2006 | Mission: Impossible III   | Rachael           |         |
| 2007 | Simple Things             | Terry Hudson      |         |
| 2007 | Trust Me                  | Carrie            |         |
| 2008 | One, Two, Many            | Jennifer          |         |
| 2008 | This Is Not a Test        | Teresa            |         |
| 2009 | Tender as Hellfire        | Cheryl            |         |
| 2010 | The Freebie               | Jessica           |         |
| 2010 | In My Sleep               | Olivia            |         |
| 2010 | Pound of Flesh            | Daniella Melville |         |
| 2011 | Joint Body                | Jane Chapman      |         |
| 2012 | Last Day on Earth         | Pamala            |         |
| 2012 | The Cottage               | Annie             |         |
| 2015 | Day Out of Days           | Rebecca           |         |
| 2016 | Offer & Compromise        | Karen             |         |
| 2016 | The Night Stalker         | Kit Fellows       | [ 7 ]   |
| 2017 | Bernard and Huey          | Aggie             |         |
| 2018 | A Wrinkle in Time         | Camazotz Woman    | [ 8 ]   |